# Darren Ward (futbolista)
Darren Philip Ward (*Kenton, Inglaterra, 13 de septiembre de 1978) es un futbolista inglés. Juega de defensa y su primer equipo fue Watford FC. 

## Clubes
| Club                    | País                  | Año       |
| ----------------------- | --------------------- | --------- |
| Watford FC              | Bandera de Inglaterra | 1995-1999 |
| Queens Park Rangers     | Bandera de Inglaterra | 1999-2000 |
| Watford FC              | Bandera de Inglaterra | 2000-2001 |
| Millwall FC             | Bandera de Inglaterra | 2001-2005 |
| Crystal Palace FC       | Bandera de Inglaterra | 2005-2007 |
| Wolverhampton Wanderers | Bandera de Inglaterra | 2007-     |

- Datos: Q1166685